# Герттоніемі (станція метро)
60°11′42″ пн. ш. 25°1′51″ сх. д. / 60.19500° пн. ш. 25.03083° сх. д.
Герттоніемі (фін. Herttoniemen metroasema, швед. Hertonäs metrostation) — станція Гельсінського метрополітену. Обслуговує район Герттоніемі. Станцію відкрито 1 червня 1982.
Біля станції розташована стоянка на 148 автівок та 193 ровери
Конструкція — наземна крита з острівною платформою.
Пересадка на автобуси № 50, 59, 79, 80, 81, 82, 82B, 83, 84, 85, 85B, 86, 86B, 88, 89, та 802
| Попередня станція | Лінія | Лінія                     | Лінія | Наступна станція |
| ----------------- | ----- | ------------------------- | ----- | ---------------- |
| Сійлітіе          |       | Гельсінський метрополітен |       | Кулосаарі        |